# Robert Hutchison, 1. Baron Hutchison of Montrose

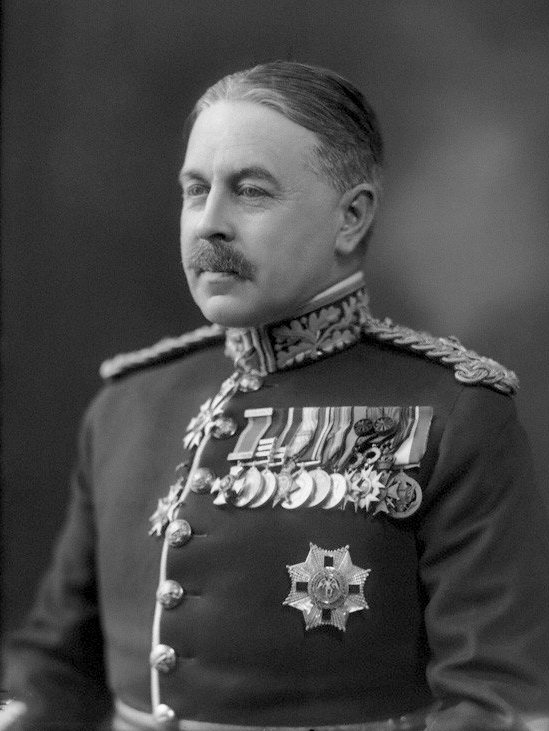
Robert Hutchison (1923)

Robert Hutchison, 1. Baron Hutchison of Montrose PC KCMG CB DSO (* 5. September 1873; † 13. Juni 1950) war ein britischer Generalmajor und Politiker der Liberal Party, der unter anderem zwischen 1935 und 1938 Paymaster General war.

## Leben
Hutchison begann seine militärische Laufbahn 1900 als Offizier bei den 7th Dragoon Guards und nahm als solcher zwischen 1900 und 1902 am Zweiten Burenkrieg teil. 1905 wurde er zum Captain bei den 11th Hussars befördert und versah ab 1912 seinen Dienst als Major bei den 4th Dragoon Guards. Für seine militärischen Verdienste im Zweiten Weltkrieg wurde er 1915 Companion des Distinguished Service Order (DSO) sowie 1918 auch Companion des Order of the Bath. 1919 wurde er zum Knight Commander des Order of St. Michael and St. George (KCMG) geschlagen und führte fortan den Namenszusatz „Sir“.    
Bei den Unterhauswahlen vom 15. November 1922 wurde Hutchison als Kandidat der Liberal Party erstmals zum Abgeordneten in das House of Commons gewählt und vertrat dort zunächst bis zum 6. Dezember 1923 den Wahlkreis Kirkcaldy. 
Hutchison, der 1923 zum Major-General befördert wurde, wurde bei den Unterhauswahlen vom 29. Oktober 1924 erneut zum Abgeordneten in das Unterhaus gewählt und vertrat nunmehr bis zu seinem Mandatsverzicht am 7. Juni 1932 den Wahlkreis Montrose. Während seiner Parlamentszugehörigkeit war er von 1924 bis 1926 erst Parlamentarischer Geschäftsführer (Whip) sowie anschließend als Nachfolger von Godfrey Collins von 1926 bis zu seiner Ablösung durch Archibald Sinclair 1930 Chief Whip und damit Parlamentarischer Hauptgeschäftsführer der Fraktion der Liberal Party im Unterhaus.
Nach seinem Ausscheiden aus dem House of Commons wurde Hutchison am 30. Juni 1932 als Baron Hutchison of Montrose, of Kirkcaldy in the County of Fife, in den erblichen Adelsstand erhoben und gehörte damit bis zu seinem Tod dem House of Lords als Mitglied an.
Am 7. Juni 1935 wurde er von Premierminister Stanley Baldwin als Generalzahlmeister (Paymaster General) in die National Government berufen und bekleidete das Amt auch unter Baldwins Nachfolger Neville Chamberlain bis 1938. 1937 erfolgte seine Berufung zum Mitglied des Privy Council (PC).
Da seine beiden Ehen kinderlos blieben, erlosch mit seinem Tod der Titel des Baron Hutchison of Montrose.
Sein jüngerer Bruder war Lieutenant-General Balfour Oliphant Hutchison, der während des Zweiten Weltkrieges Oberkommandierender der britischen Truppen (General Officer Commanding) in Sudan und Eritrea sowie Generalquartiermeister der britischen Truppen in Indien war.